# Murspitzen
Murspitzen är ett berg i Österrike.   Det ligger i distriktet Liezen och förbundslandet Steiermark, i den centrala delen av landet, 230 km sydväst om huvudstaden Wien. Toppen på Murspitzen är 1 830 meter över havet.
Terrängen runt Murspitzen är bergig åt nordost, men åt sydväst är den kuperad. Närmaste större samhälle är Schladming, 10,4 km norr om Murspitzen. 
Trakten runt Murspitzen består i huvudsak av gräsmarker. Runt Murspitzen är det glesbefolkat, med 20 invånare per kvadratkilometer.